# Окунёвка (приток Урны)
Окунёвка — река в Тюменской области России, левый приток реки Урна (→ Демьянка → Иртыш). Устье Окунёвки находится в 91 км вверх по течению от устья реки Урна. Длина Окунёвки составляет 35 км.

## Данные водного реестра
По данным государственного водного реестра России относится к Иртышскому бассейновому округу, водохозяйственный участок реки — Иртыш от впадения реки Тобол до города Ханты-Мансийск (выше), без реки Конда, речной подбассейн реки — бассейны притоков Иртыша от Тобола до Оби. Речной бассейн реки — Иртыш.